# Èutiques (orfebre)
Èutiques  (grec antic: Εὐτυχής, llatí: Eutyches) fou un gravador de joies fill de Dioscúrides. El seu nom apareix a una pedra preciosa conservada amb la inscripció ΕΥΤΥΧΗΣ ΔΙΟΣΚΟΥΡΙΔΟΥ ΑΙΓΕΑΙΟΣ.